# Paraprosontes inermis
Paraprosontes inermis is een hooiwagen uit de familie Gonyleptidae.